# Christmas Twister
Christmas Twister, auch bekannt als F6: Twister, ist ein US-amerikanischer Katastrophenfilm aus dem Jahr 2012. Regie führte Peter Sullivan, der auch zusammen mit Hanz Wasserburger das Drehbuch schrieb. Der Film wurde am 21. Dezember 2018 auf Tele 5 gezeigt.

## Handlung
Die Handlung spielt am 22. Dezember, 2 Tage vor Weihnachten in der fiktiven Kleinstadt Granburry. In der Vorgeschichte wird von den Problemen einer Familie berichtet. In dieser leben Ethan, seine Frau Addison sowie die Kinder Max und Kaitlyn. Ethan arbeitet an einer Universität im Nordosten von Texas, seine Frau ist Reporterin bei einem Fernsehsender. Beide streiten sich, da Addison ein Angebot von einem anderen Sender hat, für welches sie aber weit weg ziehen müssten.
Während Ethan in der Universität arbeitet, wird ein Haken-Echo beobachtet, was einen Rückschluss auf einen Tornado geben könnte. Addison, soll nun, da sie beim Fernsehen arbeitet, einen Alarm herausgeben und damit für eine Evakuierung sorgen. Da Ethan aber schon einmal einen Fehlalarm herausgegeben hat, wird dies vom Senderchef verhindert. Die Hinweise verdichten sich, als ein Tornado in Stephenville gesichtet wird und weitere Vorfälle bekannt werden. Schließlich verwüstet ein Tornado das in der Nähe gelegene Einkaufszentrum und Ethans Sohn Max wird von der Decke getroffen. Auch in der Universität geht ein Alarm ein, da ein Tornado der Kategorie F6 auf das Kraftwerk zukommt.
Gleichzeitig gibt es im Fernsehsender Probleme durch das Unwetter, sodass alle einen Schutzraum aufsuchen. Im Keller bricht ein Feuer aus, in welchem sich eine Mitarbeiterin aufhält. Alle Personen bis auf den Senderchef und einen Kameramann, die die Katastrophe gefilmt haben, können gerettet werden. Addison entscheidet sich dafür, weiter in der Stadt bei ihrer Familie zu arbeiten.

## Kritik
Der Film erhielt überwiegend schlechte Bewertungen von den Kritikern. So ist die Handlung flach und vorhersehbar, enthält wenig bis gar keine Höhepunkte. Auch die Leistungen der Schauspieler werden als mäßig bis schlecht bewertet.
Der Filmdienst resümiert: „Billiger Katastrophenfilm, der sich nur durch das jahreszeitliche Setting von seinen unzähligen Artgenossen unterscheidet. Haarsträubende Logikfehler und chargierende Schauspieler gehen in einem Szenario auf, das selbst geringste Erwartungen enttäuscht.“
Auch TV Spielfilm fand, der Film sei ein „sichtbar billig gemachter Klimawechselthriller, der zu viele private Probleme in die Katastrophe hineinmischt.“